# 共生雙星

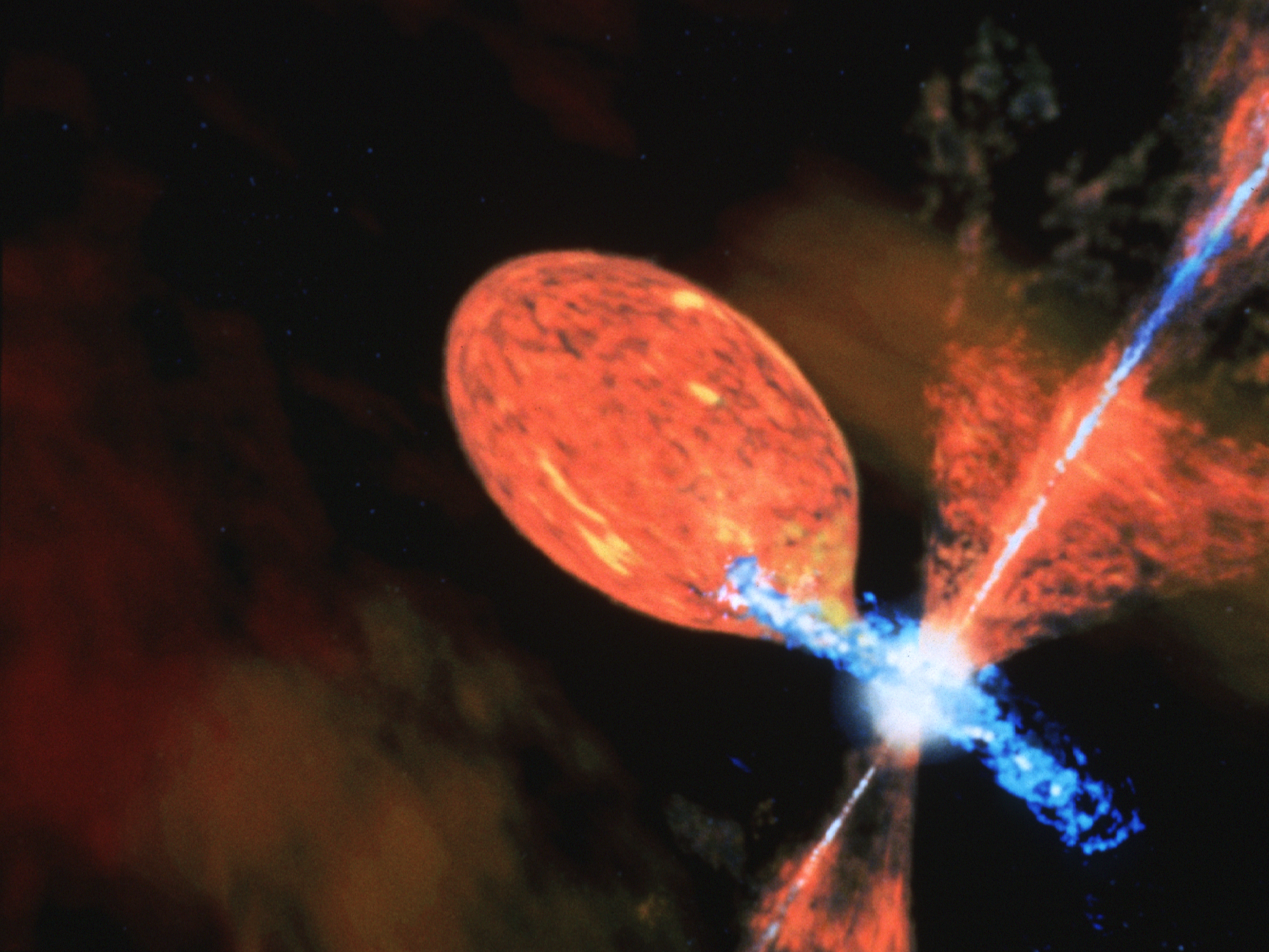
藝術家對共生雙星寶瓶座R在活動階段的印象。

共生雙星是聯星的一種類型，通常會簡略的稱為共生星。它們通常是一顆白矮星與紅巨星為伴星的組合。表面溫度較低的巨星，通過洛希瓣溢出或恆星風失去質量，這些質量通常會通過吸積盤流到緻密高溫的恆星上。
天文學家對共生雙星特別感興趣，因為它們可以用來了解恆星演化。同時，因為系統中存在獨特的星際動力學，它們對於恆星風、離子狀星雲和天體物理學也至關重要。

## 變異性
許多共生雙星顯示亮度的變化，並因此被歸類為變星。仙女座Z通常被視為共生雙星的原型，但更常見的是它只被視為一種共生雙星子分類的原型，它不規則變異的幅度高達4星等。即使是仙女座Z型變星也被視為一個非均質的群。所謂的共生新星是一種密切相關的共生雙星，更正式的名稱是NC型新星。它們看起來與經典新星相似，但爆發速度極慢，可以連續數年保持在最高亮度附近。
典型的共生雙星行為，依據吸積緻密性的分量，可以分為兩個階段。這兩個階段非常的不同，但系統在每個階段都是在變化的。

### 靜默階段
當在吸積時，質量的損失和電離化過程處於平衡狀態，系統被認為是寧靜的。此時，系統持續以大致平穩地速率釋放能量。這可以通過恆星的光譜能量分布（spectral energy distribution，SED）來觀察，該分部將保持相對恆定。 of the star which will be remain relatively constant.這可以通過恆星的[光譜能量分布](SED)來觀察,該分佈將保持相對恒定。

### 活動階段
如果共生星靜默階段的平衡受到干擾，它將進入活動階段。這個階段恆星通過輻射性質的巨大變化和可見光發射增亮幾個星等來呈現。天文學家對這兩個階段的轉換瞭解非常欠缺，目前很難預測何時會從靜默階段過渡到活動階段，或者何時會回復靜默階段。尚未觀察到許多系統進入活動階段，然而天龍座AG在規則和週期性的基礎上，定期的進入活動階段。

## 命名
在1958年，在一本關於'複合光譜恆星'的出版品中首次使用了'共生星'這個名詞。然而，共生星的獨特類型是在之前就已知的。在20世紀初，安妮·坎農就首度確認它們為一類具有獨特光譜性質的恆星。通過光譜中同時存在紅巨星和白矮星或中子星的譜線，對其為雙星已有清楚的認知。
共生星都是雙星，所以和專有名詞共生雙星是同義詞。它們之中有許多是變星，因此共生雙星和共生變星有時也同義使用，但更常見的是僅用於仙女座Z型變星。

### 子類型
共生雙星通常根據光譜中連續的部分區分為兩種類型。"S型"因為巨星不會被遮蔽，因此具有恆星的連續譜。D型的因被飛揚的厚厚塵土遮蔽，因而不能直接看見恆星本身。D型的系統往往包含芻藁變星或其它長週期變星。

## 噴流
有些共生星有噴流。這是一種共合的物質外流，通常是從白矮星的兩極延伸的雙極。噴流是恆星處於活動階段或爆發狀態最常觀察到的，一旦爆發結束，噴流就會消退，噴出的輻射也會消散。有人認為共生星中的噴流有助於加深對其它系統，例如活躍星系核中噴流的理解。

## 外部連結
- List of symbiotic stars （页面存档备份，存于） discovered by IPHAS
- Symbiotic binaries（页面存档备份，存于） Astrophysics Group, University of Exeter